# Jakov Milaj
Jakov Milaj (ur. 30 marca 1912 w Fierze, zm. 2 stycznia 1997) – minister rolnictwa i leśnictwa Albanii w 1943 roku, z wykształcenia weterynarz.

## Życiorys
W 1931 roku ukończył gimnazjum w Szkodrze, które ukończył w 1931 roku jako jeden z najlepszych uczniów. Pracował następnie jako nauczyciel w Fierze.
W 1934 roku rozpoczął studia weterynaryjne na Uniwersytecie Turyńskim. Rok później wrócił do Fieru, gdzie wziął udział w antyzogistycznym powstaniu; został skazany na 10 lat więzienia, jednak zwolniono go po kilku miesiącach. Po ułaskawieniu kontynuował studia w Turynie.
Od 12 lutego do 28 kwietnia 1943 Milaj pełnił funkcję ministra rolnictwa i leśnictwa.
W roku 1944, po dojściu komunistów do władzy, Milaj został aresztowany i skazany na 15 lat więzienia. Został zwolniony z więzienia w 1951 roku, pracował następnie jako weterynarz w miastach Fier, Durrës i Bilisht.